# Gethsemane (Philippsthal)
Gethsemane ist ein Ortsteil der Marktgemeinde Philippsthal (Werra) im osthessischen Landkreis Hersfeld-Rotenburg.

## Geographie
Das Dorf liegt nordwestlich von Philippsthal zwischen den letzten Ausläufern der Rhön und dem Werratal. Nördlich von Gethsemane verläuft die Bundesstraße 62.

## Geschichte
Ein in der Ortslage schon 1364 bekannter Gutshof wurde später aufgegeben. Dauerhafter wurde der Ort von zunächst im Jahre 1699 nach Heimboldshausen gekommenen Hugenotten mit Erlaubnis des paragierten Landgrafen Philipp von Hessen-Philippsthal in dessen Herrschaftsgebiet, der Vogtei Kreuzberg (Philippsthal), besiedelt. Die Kirche und der Friedhof dieser Gemeinde sind 1710 erstmals nachgewiesen. Im örtlichen Dialekt wurde der Ortsname in mancherlei Variationen verballhornisiert: Kätzmiß, Kätzmis, Gözeman, Getzmann, Götzmann und Getzemich.
Am 1. August 1972 wurde im Zuge der Gebietsreform in Hessen die bis dahin selbständige Gemeinde Gethsemane mit fünf weiteren Orten zur neuen Gemeinde Philippstal zusammengeschlossen.

## Infrastruktur
Für die unter Denkmalschutz stehenden Kulturdenkmale des Ortes siehe die Liste der Kulturdenkmäler in Gethsemane.
Im Ort gibt es
- eine Kirche aus dem Jahre 1890,
- ein Dorfgemeinschaftshaus,
- einen Kinderspielplatz und
- einen Sportplatz.